# Midna
|  | «Twilight Princess (Midna)» redirigeix aquí. Vegeu-ne altres significats a «Twilight Princess». |

Midna (ミドナ, Midona), la Twilight Princess, és un personatge de ficció introduït al videojoc The Legend of Zelda: Twilight Princess, originària del Twilight Realm (Regne Crepuscular). És la principal protagonista junt amb Link, l'heroi escollit per les Deesses. Midna pertany a la raça d'uns fetillers tancats al Twilight Realm, els anomenats Twili.
Es creia al principi que Midna seria similar a Navi o Tatl, per a ser un companya sobrenatural que ajudaria a Link en la seva aventura, però conforma es va avançant en el videojoc, el jugador pot adonar-se de què la història està més dirigida a ella (a vegades li robarà el protagonisme a Link). Dins del Twilight Realm, Midna muntarà sobre l'esquena de Link en la seva versió llobina ajudant-lo en alguns atacs, en salts i creant un poderós camp d'energia. En Hyrule, Midna s'amaga sota l'ombra de Link, però pot comunicar-se amb aquest i teleportar-lo a certes àrees d'Hyrule i del Crepuscle.
Aquesta nova personatge introduïda a la saga uneix forces amb el protagonista Link per derrocar la tirania del malvat Zant, l'usurpador del Twilight King (Rei del Crepuscle), un enemic que ella sola no podria derrotar. D'acord amb la seva naturalesa fosca, té un sentit de l'humor diabòlic i juganer, i encara que al principi utilitzà a Link pels seus objectius, més endavant del joc comença a sentir una gran amistat per aquest.

## Twilight Princess

### Història
Midna era la Reina la legítima descendent de la Royal Family of the Twilight Realm (Família Reial del Twilight Realm). Seria qui es convertiria en la governant del Twilight Realm, de tota la dimensió entera. Però aviat va aparèixer el poder malèfic. Zant, un antic servidor de la Família Reial, aconseguí un poder màgic terrible i enorme, i començà a tiranitzar la gent del Twilight. A continuació, irrompé al Palace of Twilight, i usurpà el tron a Midna expulsant-la del palau, convertint-se en autoproclamat Twilight King, a part de transformar el seu aspecte.
Midna planeja la seva venjança, però no pot comparar-se al poder de Zant. Per això utilitzaria a l'Heroi que hauria de ser destinat a salvar el món d'Hyrule i el Twilight Realm de l'amenaça del Mal pels designis de les Goodness: Link. Midna contempla com Link és arrossegat per un seguidor del tirà al Hyrule Castle. Allí es presenta a en Link (aquest transformat en llop pel Twilight), i el rescata de les masmorres. Després es presenten davant de la Princesa Zelda, i aquesta els espera el destí d'Hyrule, destruint el Twilight i derrotant el malvat Zant.
Per derrotar-lo, han de recuperar els fragments de la Fused Shadow, un artefacte màgic molt poderós utilitzat per terribles fetillers de l'antiguitat, els Twili, la raça de la Midna, els condemnats ha viure al Crepuscle. Midna i Link varen haver de recórrer tota Hyrule, varen viatjar per tota Hyrule en busca de la Fused Shadow, concretament en el Forest Temple, Goron Mines i Lakebed Temple. Un cop recuperats tots els fragments (comptant el que porta Midna al cap), apareix Zant, el Tirà de les Ombres, els derrota i els roba els fragments de l'artefacte, i maleint Link, transformant-lo de nou en llop. El malvat Usurper King tortura a Midna. A continuació, Zant li digué a Midna que s'unís amb ell i que li donés el seu poder (perquè ella era en veritat el líder de la seva tribu, i Zant era un usurpador). Midna vacil·là per un moment i quedà en silenci, però s'alliberà del malvat tirà, declinant l'oferta de Zant. Zant desapassionat la ferí, i quasi li costa la vida exponent-la a la llum del Spirit Lanayru, deixant-la moribunda. Desastre total. Només una sola persona podia salvar a Midna.
Ràpidament a peticions de Lanayru, Link dugué a Midna a la Princesa Zelda per curarla. Aquesta se sacrificà per salvar la vida de Midna, oferint-li el seu poder. Després de curar Midna gràcies al sacrifici de la Princesa Zelda, i trencat la maledicció de Link per part del Twilight King, cercant la Master Sword, aquests dos es varen dirigir al Desert Gerudo a l'oest d'Hyrule (en la versió Wii, a l'est), per cercar-hi el poderós artefacte de les antiguitats, el Mirror of Twilight (Mirall del Crepuscle), per així poder infiltrar-se al Twilight Realm i derrotar el malvat Zant. Després d'entrar-hi al Arbiter's Ground, superant els seus perills, i d'arribar al Chamber of Mirror, on es trobarà l'artefacte, descobriren que el mirall havia estat trencat per obra de Zant. Així varen haver de recórrer el Regne d'Hyrule per trobar els fragments de l'artefacte. Allí en el Arbiter's Ground descobriren la malvada naturalesa de Zant: un malvat fetiller de les antiguitats anomenat Ganondorf qui transmeti el Usurper King la seva poderosa màgia i la seva influència maligna. Zant havia trencat el mirall, però no la había destruït; només el veritable líder dels Twili podia fer-ho: això demostrava que el tirà havia usurpat un tron que no el corresponia. Així, Link i Midna varen haver de recórrer tota Hyrule, en busca del fragments del poderós artefacte.
Ràpidament buscaren els fragments del Mirror of Twilight. Un a Snowpeack, concretament a Snowpeack Ruins. Allí derrotaren el mal de la Snowpeack Mountain. Un altre, el segon, al Sacred Grove, al Temple of Time, derrotan una malvada aranya. I, per acabar, al City in the Sky, on derrotaren a un Drac. Un cop restaurat el Twilight Mirror trencat per Zant, Midna i Link aconsegueixen infiltrar-se al Twilight Realm (Regne Crepuscular), concretament al Palace of Twilight, antic palau de Midna. Allí salvaren a la gent del Crepuscle, els Twili i s'encaminaren a derrotar a Zant. Arribaren al cúspide del palau. Allí Zant, els esperava, en la Sala del Tro. Miraculosament, aconseguiren derrotar el malvat tirà, i recuperant la Fused Shadow, que Midna utilitzà per matar a l'usurpador.
Però el malefici que retenia transformada a Midna només es podia trencar derrotant a Ganondorf, l'autor de totes les desgràcies de la trama de l'argument. Arribarán al Hyrule Castle. Midna a continuació, es transformà en una bèstia aràcnida gràcies a la Fused Shadow i trenca la barrera del Hyrule Castle. Després, Midna, va utilitzar el poder de la Fused Shadow en la batalla final contra Ganon, però va ser derrotat per aquest i l'artefacte màgic va ser destruït. Durant uns instants Link, va creure que Ganondorf havia matar a Midna, però després de la derrota del Gerudo, es descobreix que no és així. Aquesta va poder recuperar el seu aspecte original, la veritable Reina Twili. Finalment, Midna utilitzà el seu del Mirall del Crepuscle per tornar al seu món, però el decideix destruir-lo, per no causar problemes mai més i perquè malvats com Ganon o Zant no tornessin a fer mal a ningú.
Se espera que aquest personatge participi en més jocs de Zelda (o que sigui la protagonista d'un joc propi), ja que el seu carisma i la seva forma de ser se suficient evidencia per a dir que és un personatge molt digne de conservar-se en la saga The Legend of Zelda.

### Jugabilitat
El paper de Midna és similar a Navi, Tatl, o Ezlo, ja que és una companya sobrenatural que ajuda en Link en la seva aventura. A diferència d'aquests, pren un paper més actiu en l'acció. A diferència de les fades companyes, no ofereix informació en enemics i parlant en el seu lloc donarà una part petita sobre què ha de fer el jugador per progressar o derrotar un Boss. Quan Link és en forma humana, i en les primeres parts del joc al Món de la Llum, s'amaga en l'ombra d'en Link i només sembla com a silueta una mica fantasmagòrica fora de la seva ombra. Mentre Link és en forma de llop, normalment va a la seva esquena i l'ajuda amb un atac que crea un camp d'energia fosca, permetent carregar als enemics dins del camp i derrotant-los contra tots ells consecutivament. Quan la seva icona apareix, pot ajudar en Link Llop amb salts que el jugador normalment no pot realitzar. D'hora en el joc, Midna permetrà Link Llop a instantàniament teletransportar a portals del Twilight Realm a través del món. Una vegada Link obté l'Espasa Mestra, Midna permetrà Link transformar lliurement en formade llop i viceversa (amb l'excepció de quan en presència d'habitar, on Midna prohibirà llavors transformar per evitar espantar-los). Els seus cabells poden formar a una mà, deixant Link saltar a remotes localitzacions, obrir portes, o agafar enemics de càrrega.

### Relacions

#### Relació amb Link

Midna i Wolf Link.

La relació entre Link i Midna varia respecte es van avançant els esdeveniments del videojoc. Al principi, Midna és juganera i diabòlica amb Link, explotant-lo perquè aconsegueixi els fragments de la Fused Shadow. Això succeix perquè evidentment tal com ella confessa gairebé al final del joc, Midna estava utilitzant en Link per recuperar la posició que el malvat Zant l'hi havia usurpat, sense importar-li si aquest conqueria Hyrule i el fusionava amb el Twilight Realm. La seva relació comença quan el destí els uneix per salvar Hyrule de les urpes de Zant, salvant els Light Spirits i recuperant els fragments de la Fused Shadow. Link al principi havia d'aguantar les impertinències de Midna sense queixar-se, obligat a obeir-la i seguir-la. Però després de recuperar els fragments de la Fused Shadow, Zant gairebé mata a Midna i maleeix Link amb un encanteri, transformant-lo prematurament en llop, i Link es veu compromès a salvar Midna portant-la amb Zelda, és aquí quan l'amistat entre Midna i Link creix considerablement. Quan Zelda salva a Midna i Link recupera el seu aspecte Hylian gràcies a la Master Sword, Midna s'adona que tan important és salvar el Twilight de Zant com salvar Hyrule de les urpes del tirà.
D'aquesta manera la relació amb Link estableix una nova fase: l'amistat. Així ella decideix ajudar a Link a salvar el Regne lluminós i el Crepuscle. Però el seu enllaç encara creix molt més quan Zant trenca el Mirror of Twilight i Link decideix ajudar a Midna a restaurar-lo. Sembla que Midna ara sent atracció respecte Link, perquè aquesta acaricia la seva cara abans d'emprendre el seu nou viatge cap a la recerca del mirall. Ja quan Link i Midna derroten Ganon i Zant, i la maledicció que el King of Darkness implantà sobre Midna és destruït, i aquesta ha de tornar al Twilight Realm, destruint el Mirror of Twilight perquè no es tornés a repetir l'amenaça del Twilight. Ella trista en la seva marxa i acomiadament de Link pronuncia: Link... ens... veure'm més endavant. Trista i dolguda, Midna tornà al Twilight, sabent que mai més tornarà a veure en Link.

#### Relació amb Zant[calcitació]
La cruenta relació de Midna i Zant és molt delicada. Zant varà ser molt dur amb Midna. A part d'usurpar-li la corona legítima del Twilight Realm com a Rei d'aquest limbe, Zant mutila el seu aspecte original i la transforma, maleint-la, en un aspecte de diablet petit (imp). A continuació, Zant desterra a la princesa del seu palau – Palace of Twilight – i transforma els seus súbdits en criatures malèfiques sota el seu servei – Shadow Beast – unes malvades criatures sedents de sang. No se sap que li passà a la Royal Family of the Twilight Realm, la família de la Midna; molts afirmen que Zant els exterminà, però res ha estat aclarit per Nintendo.
A partir d'aquí, Midna intenta venjar-se de Zant utilitzant l'Hero of the Gods, Link, l'únic que tenia capacitat per derrotar a Zant. Però una vegada superat els tres primers Temples d'Hyrule en busca dels fragments de la Fused Shadow – artefacte màgic extremadament perillós que Midna utilitzaria per derrotar a Zant – Zant aparegué i els derrota. A continuació, després de torturar a Midna i, després de maltractar-la li proposà que s'unís amb ell i que li donés el seu poder, el poder veritable com a líder dels Twili. Midna no accepta. A Arbiter's Ground, Midna descobrí l'essència del poder malèfic de Zant: Ganon.
Després de superar molts obstacles i superar moltes adversitats, Midna i Link superaren els últims Temples fins a arribar al Twilight Realm, habitatge de Zant. Atacaren el Palace of Twilight i arribaren fins a Zant. Allí, Midna s'absenta de la bogeria de Zant i de la seva història. Link derrota la màgia negra de Zant, i aquest li comunicà Midna que mentre el seu amo Ganondorf seguís viu, ell també seguiria viu, per tant, Zant era immortal. Midna anhiquilà a Zant a l'instant d'aquelles paraules.
No se sap més de la relació de Midna i Zant. Molts especulen, que en el passat Midna i Zant tenien una relació amorosa, però això mai ha estat confirmat per Nintendo. Tot i així aquest fet podria lligar el fet que ambdós s'odiessin tant.

#### Relació amb Zelda[calcitació]
En la poca relació que tingueren Midna i Zelda, la Twili, en primera instància del joc, odiava a la princesa de Hyrule. L'odiava, perquè segons ella, era un dels principals descendents dels opressors de la seva gent, els Twili. No se sap quin va ser el punt de trobada i coneixença entre les princeses dels dos mons, però el cert és que Zelda no compartia les mateixes emocions que Midna compartia per ella.
Mitjançant el joc, Midna li digué a Link que Zelda era la causant de què el Twilight Realm invadís Hyrule, ja que Zelda es rendí davant del poder de Zant. Aquest era un altre fet d'odi de Midna a la Princesa Zelda. Més tard, a la segona província controlada pel Twilight Realm a Hyrule, Midna li digué a Link que si volia culpables, odiés a Zelda. Link no l'escoltà. Més tard del joc, després que Midna caigués davant la màgia de Zant, l'única salvació de la Twilight Princess era la màgia sanadora de Zelda.
Zelda li entrega el seu poder i ànima a Midna i desaparegué. Molt més tard, després de derrotar a Zant, Midna volgué tornar-li el poder a Zelda i derrotar a Ganondorf. Ganondorf posseí a Zelda, i derribà a Midna, deixant-la fora de combat durant un temps. Després Midna purificà el cos de Zelda de Ganon i el poder que Zelda li havia atorgat en l'atac de Zant tornar al seu respectiu cos. Després de derrotar a Ganondorf, Midna tornar a la normalitat, i agrir a Zelda i a Link els seus esforços per ajudar-la i tornar al Twilight Realm.

#### Relació amb Ganon[calcitació]
Com a relació entre dos poderosos fetillers, Midna i el malvat havien de ser enemics. En un principi entre les seves races es desbastava i només importava la caça del poder. Però, per bé, la raça de Midna és fer bona i pura i passar a ser una civilització tranqui-la i culta. Llàstima però, que el malvat déu cruel molt aviat fos tancat en el Twilight Realm junt als fets del joc, i entengués la seva malícia a través del jove Zant, un servidor de la Royal Family, consumit pel poder del malvat.
Midna no sabé mai que darrere dels moviments teixits per Zant es trobaria un ésser gairebé totpoderós; un malvat autèntic que vol sumir la dominació mundial als seus peus, no és ni més ni menys que el fetiller que aterroritza al món sencer, aquell anomenat com el Dark Lord, Ganondorf. Quan arribaren al cim d'Arbiter's Ground, descobriren la font de poder de Zant i com Ganon era l'autor dels fets de totes les desgràcies que succeïdes.
Així, després de descobrir més tard en el Palace of Twilight que Ganondorf només utilitzava a Zant per tornar al Light World, Midna entengué que durant tot el seu temps Zant havia sigut un peó sota les seves ordres, i que el seu autèntic enemic era Ganon. Només derrotant-lo, Midna podria lliurar-se de la maledicció que Zant li havia impost amb la màgia de Ganondorf. Una vegada derrotat Ganon, tot se solucionaria.
Aixií fou com Midna, amb determinació i valentia lluita contra Ganon, amb el poder de la Fused Shadow contra la forma de déu de Ganondorf. Però Midna fou derrotada, i gairebé morta pel poder fosc del Dark Lord. Quan Link derrotà a Ganon, Midna recuperar la seva forma veritable, i tot el món és salvar de les seves urpes.

## Curiositats
- Quan preguntava un entrevistador a Eiji Aonuma si Midna retornaria per a un joc futur o no a una entrevista amb GameInformer, Eiji Aonuma contestava: "A causa del final de Twilight Princess, no la veig fent una reaparició, però qui sap? Si sentim prou veus perquè torni aquesta, retrocedirem, com qualsevol, no?"
- La veu de Midna és expressada per Akiko Koumoto.
- En la versió japonesa, les últimes paraules de Midna a en Link són ".........", que els americans tradueixen a "Link... ens… veurem."
- Com vist en els primers remolcs, els cabells de Midna han sofert certs canvis. Originalment, els seus cabells eren més llargs, i a diferència de vermells taronja eren verds taronja.
- El seu diàleg parlat és mostres vocals de què equival a galimaties mentre el caràcter està parlant, similar als caràcters en la sèrie Banjo-Kazooie. En aquest sentit, Midna és el primer caràcter plenament "expressat" en un joc Zelda. Tanmateix, la "llengua" de Midna fa de fet haver definit paraules; és a dir, la mateixa frase és pronunciada de maneres diferents cada vegada que Midna el parla.
- Hauria de ser fixat que en la versió Wii, el seu ull correcte es cobreix, però en la versió de GameCube (també com imatges promocionals), el seu ull esquerre es cobreix. Això és perquè durant desenvolupament, el joc sencer s'havia de reflectir per fer Link encaixat amb els controls dretans generals del Wii (Link és tradicionalment esquerrà). A causa d'això, els marcatges que cobreixen el seu cos també es tiren enrere en les dues versions.
- Els iris de Midna es pinten vermells en les parts interiors i taronja en les parts exteriors. Això es pot veure clarament a prop de la seva cara per tot el joc. La seva esclera és també groc.
- A la taula de matèries per al fullet d'instrucció del joc, la forma veritable de la cara de Midna es pot veure en el fons.
- Alguns han suggerit que Midna estava interessat a en Link en un nivell més alt que l'amistat, com demostrada per uns quants moments en joc. El veredicte final en aquesta matèria no s'ha confirmat i és la font de molt debat i especulació entre admiradors.